# ポイント・ツー・マルチポイント通信

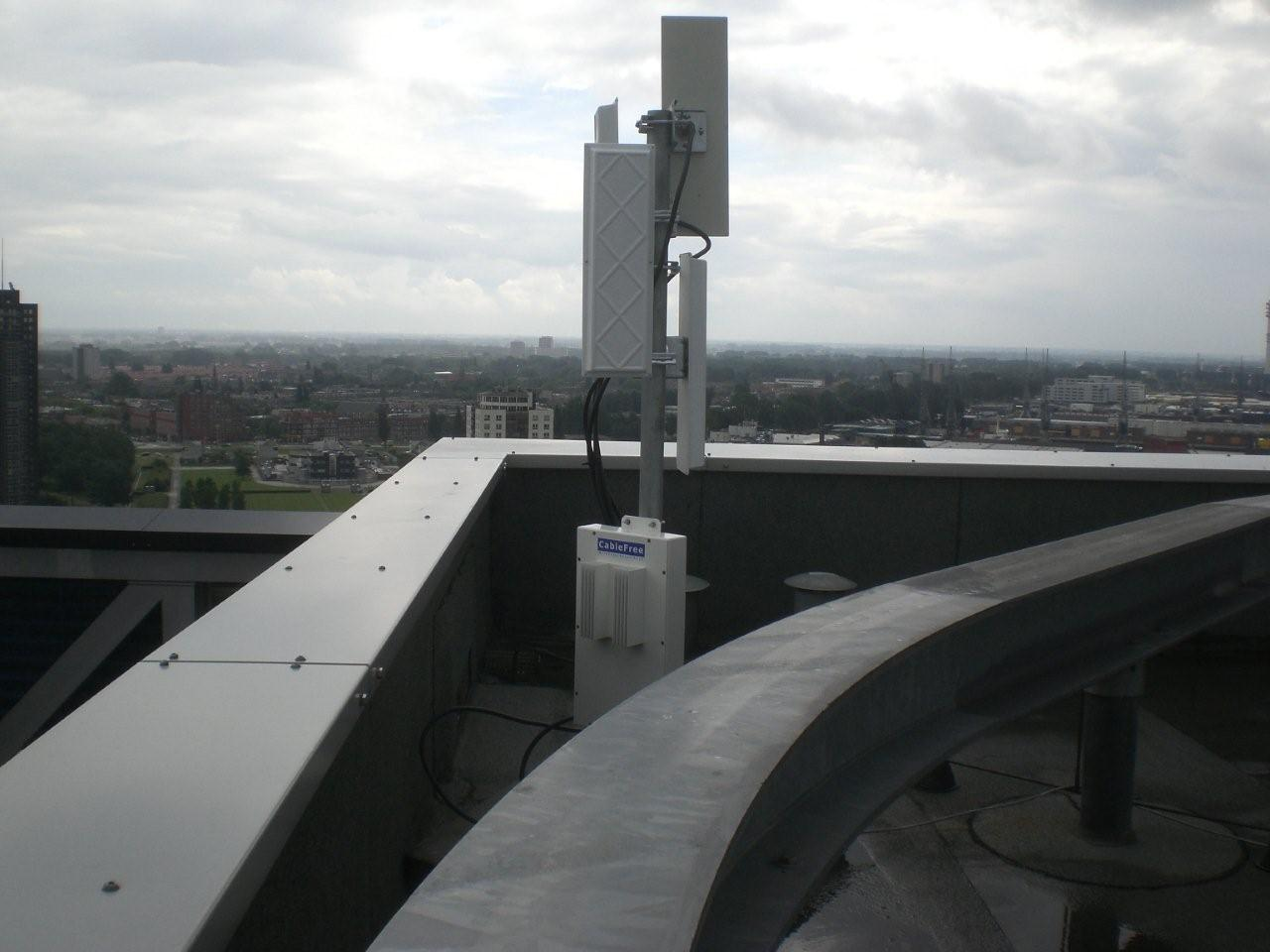
ロッテルダムのワイヤレスインターネットサービスプロバイダー向けに設置されたCableFree製のポイントツーマルチポイント無線基地局。ステーションには4つの無線インターフェースがあり、それぞれが個別のセクターアンテナに接続されており、それぞれが90度のカバレッジを提供する。 20以内 この基地局から数キロ離れた場所に、高利得指向性アンテナを備えた顧客宅内機器が設置され、基地局に接続して、通常10〜200のメガビット/秒の容量のブロードバンドデータ接続を受信できる。

ポイント・ツー・マルチポイント通信（英: point-to-multipoint communication、P2MP 、 PTMP、またはPMP）は、電気通信では、単一の場所から複数の場所への複数のパスを提供する、異なる種類の1対多接続を介して実現される通信である。 
ポイント・ツー・マルチポイント通信は、通常、ギガヘルツ無線周波数を介したワイヤレスインターネットおよびIPテレフォニーで使用される。 P2MPシステムは、複数の受信機からのリターンチャネルがある場合でもない場合でも動作するように設計されている。中央アンテナまたはアンテナアレイは複数の受信アンテナにブロードキャストし、システムは時分割多重化形式を使用して、リターンチャネルトラフィックを可能にする。

## 最新のポイント・ツー・マルチポイントリンク
現代の使用法では、ポイント・ツー・マルチポイント無線通信という用語は、ギガヘルツ範囲の無線またはマイクロ波周波数を介したインターネットまたはボイスオーバーIPの固定無線データ通信に関連している。
ポイント・ツー・マルチポイントは、多数のノード、エンド宛先、またはエンドユーザーが存在するワイヤレス通信で最も一般的なアプローチである。ポイント・ツー・マルチポイントは、通常、リモート加入者ユニットまたは顧客宅内機器（CPE）（有線電話業界で元々使用されていた用語）がワイヤレスメディアを介して接続されている中央基地局があることを前提としている。基地局と加入者ユニット間の接続は、見通し内通信、または低周波無線システムの場合は、リンクバジェットが許す限り見通し外通信のいずれかである。 一般に、周波数が低いと、見通し外通信が可能になる。さまざまなソフトウェア計画ツールを使用して、地形データとリンクバジェットシミュレーションを使用して、潜在的な接続の実現可能性を判断できる。多くの場合、ポイント・ツー・マルチポイントリンクは、インフラストラクチャのコストを削減し、CPEと接続の数を増やすためにインストールされる。 
指向性アンテナを使用するポイント・ツー・マルチポイントワイヤレスネットワークは、 CSMA / CA媒体アクセス制御プロトコルを使用する場合、隠れノード問題（隠れ端末とも呼ばれる）の影響を受ける。隠れノード問題の悪影響は、CSMA / CAプロトコルではなく、時分割多元接続（TDMA）ベースのプロトコルまたはポーリングプロトコルを使用して軽減できる。
ポイント・ツー・マルチポイントシステムの電気通信信号は、通常、双方向、TDMA、またはチャネライズドである。周波数分割複信（FDD）を使用するシステムは、基地局とリモートサイト間の全二重接続を提供し、時分割複信（TDD）システムは半二重接続を提供する。
ポイント・ツー・マルチポイントシステムは、特定のアプリケーションに応じて、ライセンス付き、セミライセンス済み、またはライセンスなしの周波数帯域で実装できる。ポイントツーポイントおよびポイント・ツー・マルチポイントリンクは、ワイヤレス業界で非常に人気があり、他の大容量ワイヤレスリンクまたは自由空間光通信（FSO）などのテクノロジーと組み合わせると、バックホールと呼ばれることがある。
基地局は、単一の全方向性アンテナまたは複数のセクターアンテナを備えていてもよく、後者はより広い範囲と容量を可能にする。